# Stradivari Ames

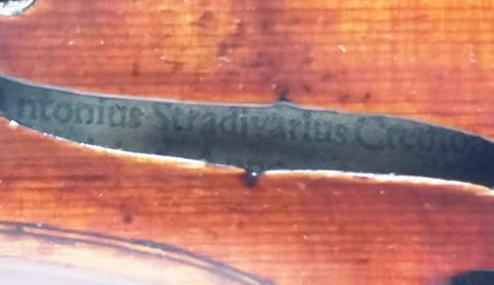
Vista delle parole "Antonius Stradivarius Cremona" all'interno del foro a ƒ di sinistra.

Lo Stradivari Ames del 1734 è un antico violino, realizzato dal liutaio italiano Antonio Stradivari di Cremona. È uno dei soli 450-700 strumenti Stradivari esistenti al mondo. L'Ames si chiama così dal nome del violinista George Ames che lo possedeva e si esibiva con esso alla fine del XIX secolo.

## Storia
Lo Stradivari Ames fu venduto al violinista americano di origini polacche Roman Totenberg nel 1943, per $15.000 (equivalenti a $217.000 nel 2018) e fu il suo unico strumento nei concerti per i successivi quasi quattro decenni. Fu rubato a Totenberg dal suo ex studente Philip Johnson nel maggio 1980, dal suo ufficio alla Longy School of Music del Bard College, dove era allora direttore. Totenberg morì nel 2012. Il violino fu successivamente recuperato nel 2015 e consegnato alle sue figlie. Da allora l'hanno venduto a un proprietario sconosciuto, che lo ha prestato a Nathan Meltzer.
Johnson suonava spesso il violino, anche in pubblico, ma non fu mai riconosciuto. L'ex moglie di Johnson scoprì lo Stradivari nelle sue cose e tentò di venderlo nel 2015, non conoscendo l'origine e il valore del violino. Inviò quindi per e-mail le foto del violino al fabbricante di violini maestro Phillip Injeian che lo identificò e contattò l'FBI. Il violino fu restituito alle figlie di Totenberg, Nina Totenberg, Amy Totenberg e Jill Totenberg, nell'agosto 2015. Gli eredi dichiararono di aver pianificato di vendere lo strumento dopo che fosse stato riportato in condizioni di suonare. Secondo Nina Totenberg, "Faremo in modo che sia nelle mani di un altro violinista virtuoso. E, ancora una volta, la bella, brillante e gutturale voce di quel violino a lungo silenzioso entusiasmerà il pubblico nelle sale da concerto di tutto il mondo".